# Key 40
Der Typ Key 40, auch Keyship 40, ist ein Produktentankertyp der Seebeckwerft in Bremerhaven.

## Geschichte
Der Schiffstyp wurde Mitte der 1970er Jahre als Ersatztyp für den alternden Bestand vergleichbarer Tankschiffe in der Welthandelsflotte konzipiert. Die Schiffe der Baureihe sind als universell einsetzbare Produktentanker für die große Fahrt ausgelegt. Auf Basis der entworfenen Rumpflinien wurde im Zuge der Entwicklung gleichzeitig auch ein Massengutschiffstyp entwickelt, den man als Key 39 anbot.
Die Bezeichnung Key 40 ist an den Bremer Schlüssel angelehnt, wobei das nachgestellte 40 für die Tragfähigkeit von rund 40.000 Tonnen steht. Der Typ Key 39 hätte analog dazu eine Tragfähigkeit von rund 39.000 Tonnen gehabt, wurde aber nicht gebaut.

## Technische Einzelheiten
Die Key-40-Schiffe haben achtern angeordnete Aufbauten und 23 Ladetanks (Lady Clio, Taifun), beziehungsweise 21 Ladetanks (St. Clemens) mit denen vier Ladungsarten gleichzeitig befördert werden konnten. Für den Ladungsumschlag kamen vier Ladeölpumpen mit einer Kapazität von jeweils 1000 m³/h zum Einbau.
Der Hauptmotor war ein in Lizenz von MAN bei der AG Weser gebauter Sechszylinder-Zweitakt-Dieselmotor mit einer Leistung von 13.800 PS, der direkt auf den Festpropeller wirkte. Es stand kein Bugstrahlruder zur Unterstützung der An- und Ablegemanöver zur Verfügung.

## Die Schiffe
| Schiffsname | Baunummer | IMO-Nummer | Ablieferung       | Auftraggeber                                           | Spätere Namen und Verbleib |
| ----------- | --------- | ---------- | ----------------- | ------------------------------------------------------ | --- |
| Lady Clio   | 984       | 7407879    | August 1975       | Maraplomo Naviera Oceanica, Piräus                     | 1977 St. George, 1980 Loida, 1990 Aida, Totalverlust 1992 |
| St. Clemens | 985       | 7407867    | 15. Dezember 1975 | Hamburg Süd, Hamburg                                   | 1981 Rio Papaloapan, 1986 Belmonte, 1987 Pacific Jade, 1995 Horizon XII, Kollision am 26. Juni 1995 Kollision mit dem türkischen Tanker Amiral Fahri Engin in Suez, 2000 Galaxy IV, 2000 Jaguar IV, ab 24. Juli 2000 verschrottet |
| Taifun      | 988       | 7408847    | April 1976        | OY Pulpship AB, Helsinki OY Henry Nielsen AB, Helsinki | 1978 Meltemi, 1987 Alderamine Seconda, 1990 Niagara Seconda, 1991 Angela Foresi, 1992 Alcaid, 1993 Sahara, 1998 TN Diamond, 1999 Detroit, ab April 2002 in Chittagong abgebrochen                                                 |